# 19e étape du Tour de France 2025
Pour un article plus général, voir Tour de France 2025.
La 19e étape du Tour de France 2025 se déroule le vendredi 25 juillet 2025 entre Albertville et La Plagne, sur une distance initialement prévue de 129.9 kilomètres. Mais au soir de la 18e étape, l'organisation annonce une modification du tracé en raison de l'abattage d'un troupeau malade au col des Saisies, la distance parcourue n'étant plus que de 93,1 kilomètres.

## Parcours de l'étape
La dix-neuvième étape constitue la dernière étape de montagne de l’édition 2025.
Initialement prévu sur 129,9 km, le parcours atteignait rapidement le sprint intermédiaire à Ugine (km 8,0). Il remontait le cours de l'Arly en passant par la côte d'Héry-sur-Ugine (11,3 km à 5,1 %, 2e catégorie, km 18,3) puis rejoignait la vallée de Beaufort par le col des Saisies (13,7 km à 6,4 %, 1re catégorie, km 35,1). Le peloton remonte alors la vallée jusqu'au pied du col du Pré (12,6 km à 7,7 %, hors catégorie, km 66,0), avant de basculer vers le lac de Roselend et d’enchaîner avec le cormet de Roselend (5,9 km à 6,3 %, 2e catégorie, km 78,5). Après une descente technique vers Bourg-Saint-Maurice, les coureurs affrontent l’ultime difficulté du jour : la montée hors catégorie vers La Plagne (19,1 km à 7,2 %, hors catégorie, km 129,9), longue et usante. L’arrivée est jugée au sommet, à l’issue d’une ligne droite finale de 50 mètres.
Ce parcours est modifié la veille de la tenue de l'étape, en raison de l'abattage d'un troupeau autour du col des Saisies. En conséquence, ce dernier n'est pas franchi par le peloton, tout comme la côte d'Héry-sur-Ugine et le sprint intermédiaire d'Ugine. Quelques kilomètres après le départ fictif, il coupe jusqu'à atteindre Beaufort et rejoint ainsi le km 54,4 du tracé initial. L'étape est d'abord annoncée comme amputée de 34,9 kilomètres, pour une longueur de 95 km.

## Déroulement de la course

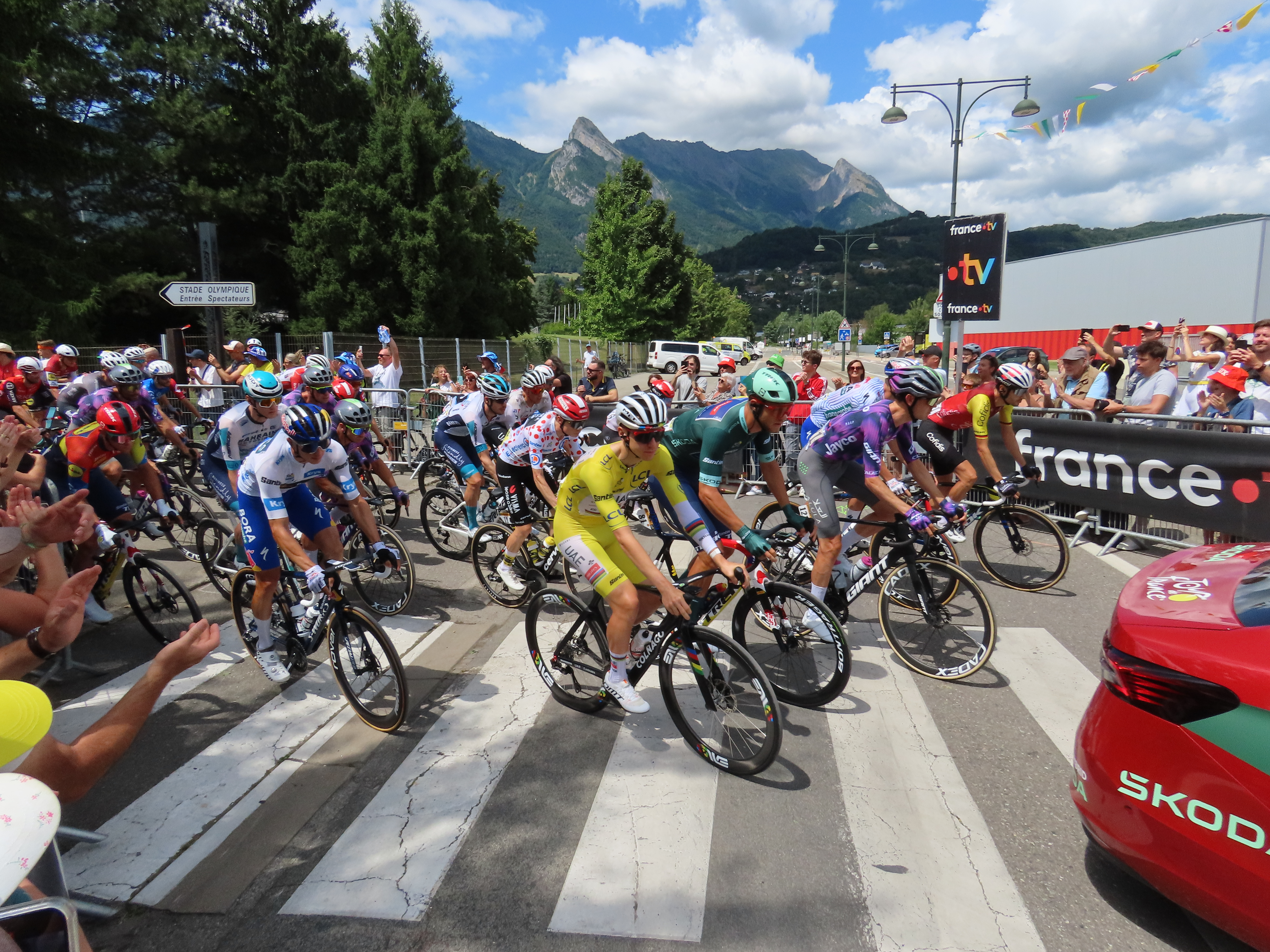
Le peloton au départ fictif à Albertville avec notamment le maillot jaune Tadej Pogačar.

Au début de la course, c'est l'équipe des Lidl Trek du maillot vert Jonathan Milan qui contrôle le rythme. Le sprint intermédiaire au km 12,5 est remporté sans surprise par l'Italien. Plusieurs coureurs tentent de sortir du peloton sans succès. Avant la première difficulté du jour le Col du Pré (12,6 km à7,7%), un groupe d'une quinzaine de coureurs s'extrait du peloton. Le groupe d'échappés est repris ensuite par le peloton. Plusieurs coureurs parmi lesquels on retrouve Primož Roglič, Lenny Martinez et Einer Rubio tentent leur chance. Seuls Roglič et Martinez se retrouvent à l'avant et comptent une dizaine de secondes sur Valentin Paret-Peintre et 45 secondes sur le peloton. Le Français Martinez passe en tête au sommet du col suivi par Roglič et Paret-Peintre. Lors de la descente du col rendue glissante par la pluie, le peloton se scinde en plusieurs groupes. Dans le Col de Roselend (5,9 km à 6,3%) situé au km 51,6 c'est à nouveau Martinez qui passent en tête au sommet. Dans la descente Roglič distance ses compagnons d'échappée et se retrouve seul en tête alors que Martinez et Paret-Peintre sont repris par le groupe Pogačar-Vingegaard. Roglič est repris un peu plus loin par le groupe maillot jaune qui prend la tête de la course. Dans l'ascension finale vers la Plagne, Tim Wellens emmène le peloton. À la suite d'une attaque de Pogačar, trois coureurs prennent les commandes de la course, le Slovène, Vingegaard et Arensman. Thymen Arensman place à son tour une attaque et laisse sur place les deux favoris du Tour. Pogačar et Vingegaard sont rejoins par Felix Gall dans un premier temps et par le groupe maillot blanc un peu plus loin. À la suite de l'accélération de Pogačar, Felix Gall est décramponé ainsi que Tobias Johannessen et Ben Healy. Quatre hommes sont à l'avant, le Slovène Vingegaard, Lipowitz et Onley. Lipowitz accélère, tandis que Arensman passe sous la flamme rouge avec une douzaine de secondes d'avance sur le trio de poursuivants, il franchi la ligne d'arrivée avec deux secondes d'avance sur Pogačar et Vingegaard. Le Néerlandais signe ainsi sa deuxième victoire d'étape sur ce Tour. Lipowitz prend la troisième place.

## Résultats
Cette section présente les résultats et prix obtenus au cours de l'étape.

### Classement de l'étape
| Classement de la 19e étape | Classement de la 19e étape | Classement de la 19e étape | Classement de la 19e étape | Classement de la 19e étape |
|                            | Coureur                    | Pays                       | Équipe                     | Temps                      |
| -------------------------- | -------------------------- | -------------------------- | -------------------------- | -------------------------- |
| 1er                        | Thymen Arensman            | Pays-Bas                   | Ineos Grenadiers           | en 2 h 46 min 6 s          |
| 2e                         | Jonas Vingegaard           | Danemark                   | Visma-Lease a Bike         | + 2 s                      |
| 3e                         | Tadej Pogačar              | Slovénie                   | UAE Emirates XRG           | + 2 s                      |
| 4e                         | Florian Lipowitz           | Allemagne                  | Red Bull-Bora-Hansgrohe    | + 6 s                      |
| 5e                         | Oscar Onley                | Royaume-Uni                | Picnic-PostNL              | + 47 s                     |
| 6e                         | Felix Gall                 | Autriche                   | Decathlon-AG2R La Mondiale | + 1 min 34 s               |
| 7e                         | Tobias Johannessen         | Norvège                    | Uno-X Mobility             | + 1 min 41 s               |
| 8e                         | Ben Healy                  | Irlande                    | EF Education-EasyPost      | + 2 min 19 s               |
| 9e                         | Valentin Paret-Peintre     | France                     | Soudal Quick-Step          | + 3 min 47 s               |
| 10e                        | Simon Yates                | Royaume-Uni                | Visma-Lease a Bike         | + 3 min 54 s               |
| modifier                   |                            |                            |                            |                            |

### Bonifications en temps
|   | Coureur          | Pays     | Équipe             | Bonifications |
| - | ---------------- | -------- | ------------------ | ------------- |
| 1 | Thymen Arensman  | Pays-Bas | Ineos Grenadiers   | 10 s          |
| 2 | Jonas Vingegaard | Danemark | Visma-Lease a Bike | 6 s           |
| 3 | Tadej Pogačar    | Slovénie | UAE Emirates XRG   | 4 s           |

### Points attribués
| Sprint intermédiaire Ugine (km 8,0) Villard-sur-Doron (km 12,1) | Sprint intermédiaire Ugine (km 8,0) Villard-sur-Doron (km 12,1) | Sprint intermédiaire Ugine (km 8,0) Villard-sur-Doron (km 12,1) | Sprint intermédiaire Ugine (km 8,0) Villard-sur-Doron (km 12,1) | Sprint intermédiaire Ugine (km 8,0) Villard-sur-Doron (km 12,1) |
| --------------------------------------------------------------- | --------------------------------------------------------------- | --------------------------------------------------------------- | --------------------------------------------------------------- | --------------------------------------------------------------- |
|                                                                 | Coureur                                                         | Pays                                                            | Équipe                                                          | Point(s)                                                        |
| 1er                                                             | Jonathan Milan                                                  | Italie                                                          | Lidl-Trek                                                       | 20                                                              |
| 2e                                                              | Biniam Girmay                                                   | Érythrée                                                        | Intermarché-Wanty                                               | 17                                                              |
| 3e                                                              | Anthony Turgis                                                  | France                                                          | TotalEnergies                                                   | 15                                                              |
| 4e                                                              | Quinn Simmons                                                   | États-Unis                                                      | Lidl-Trek                                                       | 13                                                              |
| 5e                                                              | Jonas Abrahamsen                                                | Norvège                                                         | Uno-X Mobility                                                  | 11                                                              |
| 6e                                                              | Thibau Nys                                                      | Belgique                                                        | Lidl-Trek                                                       | 10                                                              |
| 7e                                                              | Jasper Stuyven                                                  | Belgique                                                        | Lidl-Trek                                                       | 9                                                               |
| 8e                                                              | Iván García Cortina                                             | Espagne                                                         | Movistar                                                        | 8                                                               |
| 9e                                                              | Edward Theuns                                                   | Belgique                                                        | Lidl-Trek                                                       | 7                                                               |
| 10e                                                             | William Barta                                                   | États-Unis                                                      | Movistar                                                        | 6                                                               |
| 11e                                                             | Robert Stannard                                                 | Australie                                                       | Bahrain Victorious                                              | 5                                                               |
| 12e                                                             | Einer Rubio Reyes                                               | Colombie                                                        | Movistar                                                        | 4                                                               |
| 13e                                                             | Magnus Cort Nielsen                                             | Danemark                                                        | Uno-X Mobility                                                  | 3                                                               |
| 14e                                                             | Laurence Pithie                                                 | Nouvelle-Zélande                                                | Red Bull-Bora-Hansgrohe                                         | 2                                                               |
| 15e                                                             | Valentin Paret-Peintre                                          | France                                                          | Soudal Quick-Step                                               | 1                                                               |
| modifier                                                        |                                                                 |                                                                 |                                                                 |                                                                 |

| Arrivée d'étape La Plagne (km 129,9) (km 93,1) | Arrivée d'étape La Plagne (km 129,9) (km 93,1) | Arrivée d'étape La Plagne (km 129,9) (km 93,1) | Arrivée d'étape La Plagne (km 129,9) (km 93,1) | Arrivée d'étape La Plagne (km 129,9) (km 93,1) |
| ---------------------------------------------- | ---------------------------------------------- | ---------------------------------------------- | ---------------------------------------------- | ---------------------------------------------- |
|                                                | Coureur                                        | Pays                                           | Équipe                                         | Point(s)                                       |
| 1er                                            | Thymen Arensman                                | Pays-Bas                                       | Ineos Grenadiers                               | 20                                             |
| 2e                                             | Jonas Vingegaard                               | Danemark                                       | Visma-Lease a Bike                             | 17                                             |
| 3e                                             | Tadej Pogačar                                  | Slovénie                                       | UAE Emirates XRG                               | 15                                             |
| 4e                                             | Florian Lipowitz                               | Allemagne                                      | Red Bull-Bora-Hansgrohe                        | 13                                             |
| 5e                                             | Oscar Onley                                    | Royaume-Uni                                    | Picnic-PostNL                                  | 11                                             |
| 6e                                             | Felix Gall                                     | Autriche                                       | Decathlon-AG2R La Mondiale                     | 10                                             |
| 7e                                             | Tobias Johannessen                             | Norvège                                        | Uno-X Mobility                                 | 9                                              |
| 8e                                             | Ben Healy                                      | Irlande                                        | EF Education-EasyPost                          | 8                                              |
| 9e                                             | Valentin Paret-Peintre                         | France                                         | Soudal Quick-Step                              | 7                                              |
| 10e                                            | Simon Yates                                    | Royaume-Uni                                    | Visma-Lease a Bike                             | 6                                              |
| 11e                                            | Lenny Martinez                                 | France                                         | Bahrain Victorious                             | 5                                              |
| 12e                                            | Ben O'Connor                                   | Australie                                      | Jayco AlUla                                    | 4                                              |
| 13e                                            | Aurélien Paret-Peintre                         | France                                         | Decathlon-AG2R La Mondiale                     | 3                                              |
| 14e                                            | Jordan Jegat                                   | France                                         | TotalEnergies                                  | 2                                              |
| 15e                                            | Gregor Mühlberger                              | Autriche                                       | Movistar                                       | 1                                              |
| modifier                                       |                                                |                                                |                                                |                                                |

### Cols et côtes
| Côte d'Héry-sur-Ugine (km 18,3) 2e catégorie (11,3 km à 5,1 %) | Côte d'Héry-sur-Ugine (km 18,3) 2e catégorie (11,3 km à 5,1 %) | Côte d'Héry-sur-Ugine (km 18,3) 2e catégorie (11,3 km à 5,1 %) | Côte d'Héry-sur-Ugine (km 18,3) 2e catégorie (11,3 km à 5,1 %) | Côte d'Héry-sur-Ugine (km 18,3) 2e catégorie (11,3 km à 5,1 %) |
| -------------------------------------------------------------- | -------------------------------------------------------------- | -------------------------------------------------------------- | -------------------------------------------------------------- | -------------------------------------------------------------- |
|                                                                | Coureur                                                        | Pays                                                           | Équipe                                                         | Point(s)                                                       |
| 1er                                                            | Parcours modifié - Ascension non effectuée                     |                                                                |                                                                |                                                                |
| modifier                                                       |                                                                |                                                                |                                                                |                                                                |

| Col des Saisies (km 35,1) 1re catégorie (13,7 km à 6,4 %) | Col des Saisies (km 35,1) 1re catégorie (13,7 km à 6,4 %) | Col des Saisies (km 35,1) 1re catégorie (13,7 km à 6,4 %) | Col des Saisies (km 35,1) 1re catégorie (13,7 km à 6,4 %) | Col des Saisies (km 35,1) 1re catégorie (13,7 km à 6,4 %) |
| --------------------------------------------------------- | --------------------------------------------------------- | --------------------------------------------------------- | --------------------------------------------------------- | --------------------------------------------------------- |
|                                                           | Coureur                                                   | Pays                                                      | Équipe                                                    | Point(s)                                                  |
| 1er                                                       | Parcours modifié - Ascension non effectuée                |                                                           |                                                           |                                                           |
| modifier                                                  |                                                           |                                                           |                                                           |                                                           |

| Col du Pré (km 66,0) (km 29,1) Hors catégorie (12,6 km à 7,7 %) | Col du Pré (km 66,0) (km 29,1) Hors catégorie (12,6 km à 7,7 %) | Col du Pré (km 66,0) (km 29,1) Hors catégorie (12,6 km à 7,7 %) | Col du Pré (km 66,0) (km 29,1) Hors catégorie (12,6 km à 7,7 %) | Col du Pré (km 66,0) (km 29,1) Hors catégorie (12,6 km à 7,7 %) |
| --------------------------------------------------------------- | --------------------------------------------------------------- | --------------------------------------------------------------- | --------------------------------------------------------------- | --------------------------------------------------------------- |
|                                                                 | Coureur                                                         | Pays                                                            | Équipe                                                          | Point(s)                                                        |
| 1er                                                             | Lenny Martinez                                                  | France                                                          | Bahrain Victorious                                              | 20                                                              |
| 2e                                                              | Primož Roglič                                                   | Slovénie                                                        | Red Bull-Bora-Hansgrohe                                         | 15                                                              |
| 3e                                                              | Valentin Paret-Peintre                                          | France                                                          | Soudal Quick-Step                                               | 12                                                              |
| 4e                                                              | Tobias Foss                                                     | Norvège                                                         | Ineos Grenadiers                                                | 10                                                              |
| 5e                                                              | Victor Campenaerts                                              | Belgique                                                        | Visma-Lease a Bike                                              | 8                                                               |
| 6e                                                              | Einer Rubio Reyes                                               | Colombie                                                        | Movistar                                                        | 6                                                               |
| 7e                                                              | Bruno Armirail                                                  | France                                                          | Decathlon-AG2R La Mondiale                                      | 4                                                               |
| 8e                                                              | Tim Wellens                                                     | Belgique                                                        | UAE Emirates XRG                                                | 2                                                               |
| modifier                                                        |                                                                 |                                                                 |                                                                 |                                                                 |

| Cormet de Roselend (km 78,5) (km 41,6) 2e catégorie (5,9 km à 6,3 %) | Cormet de Roselend (km 78,5) (km 41,6) 2e catégorie (5,9 km à 6,3 %) | Cormet de Roselend (km 78,5) (km 41,6) 2e catégorie (5,9 km à 6,3 %) | Cormet de Roselend (km 78,5) (km 41,6) 2e catégorie (5,9 km à 6,3 %) | Cormet de Roselend (km 78,5) (km 41,6) 2e catégorie (5,9 km à 6,3 %) |
| -------------------------------------------------------------------- | -------------------------------------------------------------------- | -------------------------------------------------------------------- | -------------------------------------------------------------------- | -------------------------------------------------------------------- |
|                                                                      | Coureur                                                              | Pays                                                                 | Équipe                                                               | Point(s)                                                             |
| 1er                                                                  | Lenny Martinez                                                       | France                                                               | Bahrain Victorious                                                   | 5                                                                    |
| 2e                                                                   | Valentin Paret-Peintre                                               | France                                                               | Soudal Quick-Step                                                    | 3                                                                    |
| 3e                                                                   | Primož Roglič                                                        | Slovénie                                                             | Red Bull-Bora-Hansgrohe                                              | 2                                                                    |
| 4e                                                                   | Marc Soler                                                           | Espagne                                                              | UAE Emirates XRG                                                     | 1                                                                    |
| modifier                                                             |                                                                      |                                                                      |                                                                      |                                                                      |

| \| La Plagne (km 129,9) (km 93,1)[2] Hors catégorie (19,1 km à 7,2 %) \| La Plagne (km 129,9) (km 93,1)[2] Hors catégorie (19,1 km à 7,2 %) \| La Plagne (km 129,9) (km 93,1)[2] Hors catégorie (19,1 km à 7,2 %) \| La Plagne (km 129,9) (km 93,1)[2] Hors catégorie (19,1 km à 7,2 %) \| La Plagne (km 129,9) (km 93,1)[2] Hors catégorie (19,1 km à 7,2 %) \| \| ------------------------------------------------------------------ \| ------------------------------------------------------------------ \| ------------------------------------------------------------------ \| ------------------------------------------------------------------ \| ------------------------------------------------------------------ \| \| \| Coureur \| Pays \| Équipe \| Point(s) \| \| 1er \| Thymen Arensman \| Pays-Bas \| Ineos Grenadiers \| 20 \| \| 2e \| Jonas Vingegaard \| Danemark \| Visma-Lease a Bike \| 15 \| \| 3e \| Tadej Pogačar \| Slovénie \| UAE Emirates XRG \| 12 \| \| 4e \| Florian Lipowitz \| Allemagne \| Red Bull-Bora-Hansgrohe \| 10 \| \| 5e \| Oscar Onley \| Royaume-Uni \| Picnic-PostNL \| 8 \| \| 6e \| Felix Gall \| Autriche \| Decathlon-AG2R La Mondiale \| 6 \| \| 7e \| Tobias Johannessen \| Norvège \| Uno-X Mobility \| 4 \| \| 8e \| Ben Healy \| Irlande \| EF Education-EasyPost \| 2 \| \| modifier \| \| \| \| \| |                    |             |                            |          |
| La Plagne (km 129,9) (km 93,1) Hors catégorie (19,1 km à 7,2 %) |                    |             |                            |          |
| | Coureur            | Pays        | Équipe                     | Point(s) |
| 1er | Thymen Arensman    | Pays-Bas    | Ineos Grenadiers           | 20       |
| 2e | Jonas Vingegaard   | Danemark    | Visma-Lease a Bike         | 15       |
| 3e | Tadej Pogačar      | Slovénie    | UAE Emirates XRG           | 12       |
| 4e | Florian Lipowitz   | Allemagne   | Red Bull-Bora-Hansgrohe    | 10       |
| 5e | Oscar Onley        | Royaume-Uni | Picnic-PostNL              | 8        |
| 6e | Felix Gall         | Autriche    | Decathlon-AG2R La Mondiale | 6        |
| 7e | Tobias Johannessen | Norvège     | Uno-X Mobility             | 4        |
| 8e | Ben Healy          | Irlande     | EF Education-EasyPost      | 2        |
| modifier |                    |             |                            |          |

### Prix de la combativité
- Thymen Arensman (Ineos Grenadiers)

## Classements à l'issue de l'étape
Cette section présente le classement général et les différents classements annexes à l'issue de l'étape.

### Classement général
| Classement général | Classement général | Classement général | Classement général         | Classement général  |
|                    | Coureur            | Pays               | Équipe                     | Temps               |
| ------------------ | ------------------ | ------------------ | -------------------------- | ------------------- |
| 1er                | Tadej Pogačar      | Slovénie           | UAE Emirates XRG           | en 69 h 41 min 46 s |
| 2e                 | Jonas Vingegaard   | Danemark           | Visma-Lease a Bike         | + 4 min 24 s        |
| 3e                 | Florian Lipowitz   | Allemagne          | Red Bull-Bora-Hansgrohe    | + 11 min 9 s        |
| 4e                 | Oscar Onley        | Royaume-Uni        | Picnic-PostNL              | + 12 min 12 s       |
| 5e                 | Felix Gall         | Autriche           | Decathlon-AG2R La Mondiale | + 17 min 12 s       |
| 6e                 | Tobias Johannessen | Norvège            | Uno-X Mobility             | + 20 min 14 s       |
| 7e                 | Kévin Vauquelin    | France             | Arkéa-B&B Hotels           | + 22 min 35 s       |
| 8e                 | Primož Roglič      | Slovénie           | Red Bull-Bora-Hansgrohe    | + 25 min 30 s       |
| 9e                 | Ben Healy          | Irlande            | EF Education-EasyPost      | + 28 min 2 s        |
| 10e                | Ben O'Connor       | Australie          | Jayco AlUla                | + 34 min 34 s       |
| modifier           |                    |                    |                            |                     |

| Classement par points | Classement par points | Classement par points | Classement par points | Classement par points |
| --------------------- | --------------------- | --------------------- | --------------------- | --------------------- |
|                       | Coureur               | Pays                  | Équipe                | Point(s)              |
| 1er                   | Jonathan Milan        | Italie                | Lidl-Trek             | 352 points            |
| 2e                    | Tadej Pogačar         | Slovénie              | UAE Emirates XRG      | 272 pts               |
| 3e                    | Biniam Girmay         | Érythrée              | Intermarché-Wanty     | 213 pts               |
| 4e                    | Jonas Vingegaard      | Danemark              | Visma-Lease a Bike    | 182 pts               |
| 5e                    | Anthony Turgis        | France                | TotalEnergies         | 169 pts               |
| 6e                    | Tim Merlier           | Belgique              | Soudal Quick-Step     | 156 pts               |
| 7e                    | Jonas Abrahamsen      | Norvège               | Uno-X Mobility        | 154 pts               |
| 8e                    | Quinn Simmons         | États-Unis            | Lidl-Trek             | 123 pts               |
| 9e                    | Oscar Onley           | Royaume-Uni           | Picnic-PostNL         | 115 pts               |
| 10e                   | Arnaud De Lie         | Belgique              | Lotto                 | 110 pts               |
| modifier              |                       |                       |                       |                       |

| Classement du meilleur grimpeur | Classement du meilleur grimpeur | Classement du meilleur grimpeur | Classement du meilleur grimpeur | Classement du meilleur grimpeur |
| ------------------------------- | ------------------------------- | ------------------------------- | ------------------------------- | ------------------------------- |
|                                 | Coureur                         | Pays                            | Équipe                          | Point(s)                        |
| 1er                             | Tadej Pogačar                   | Slovénie                        | UAE Emirates XRG                | 117 points                      |
| 2e                              | Jonas Vingegaard                | Danemark                        | Visma-Lease a Bike              | 104 pts                         |
| 3e                              | Lenny Martinez                  | France                          | Bahrain Victorious              | 97 pts                          |
| 4e                              | Thymen Arensman                 | Pays-Bas                        | Ineos Grenadiers                | 85 pts                          |
| 5e                              | Ben O'Connor                    | Australie                       | Jayco AlUla                     | 51 pts                          |
| 6e                              | Valentin Paret-Peintre          | France                          | Soudal Quick-Step               | 51 pts                          |
| 7e                              | Felix Gall                      | Autriche                        | Decathlon-AG2R La Mondiale      | 46 pts                          |
| 8e                              | Primož Roglič                   | Slovénie                        | Red Bull-Bora-Hansgrohe         | 43 pts                          |
| 9e                              | Oscar Onley                     | Royaume-Uni                     | Picnic-PostNL                   | 42 pts                          |
| 10e                             | Michael Woods                   | Canada                          | Israel-Premier Tech             | 38 pts                          |
| modifier                        |                                 |                                 |                                 |                                 |

| Classement général du meilleur jeune | Classement général du meilleur jeune | Classement général du meilleur jeune | Classement général du meilleur jeune | Classement général du meilleur jeune |
|                                      | Coureur                              | Pays                                 | Équipe                               | Temps                                |
| ------------------------------------ | ------------------------------------ | ------------------------------------ | ------------------------------------ | ------------------------------------ |
| 1er                                  | Florian Lipowitz                     | Allemagne                            | Red Bull-Bora-Hansgrohe              | en 69 h 52 min 55 s                  |
| 2e                                   | Oscar Onley                          | Royaume-Uni                          | Picnic-PostNL                        | + 1 min 3 s                          |
| 3e                                   | Kévin Vauquelin                      | France                               | Arkéa-B&B Hotels                     | + 11 min 26 s                        |
| 4e                                   | Ben Healy                            | Irlande                              | EF Education-EasyPost                | + 16 min 53 s                        |
| 5e                                   | Raúl García Pierna                   | Espagne                              | Arkéa-B&B Hotels                     | + 2 h 4 min 49 s                     |
| 6e                                   | Ilan Van Wilder                      | Belgique                             | Soudal Quick-Step                    | + 2 h 12 min 5 s                     |
| 7e                                   | Romain Grégoire                      | France                               | Groupama-FDJ                         | + 2 h 20 min 49 s                    |
| 8e                                   | Valentin Paret-Peintre               | France                               | Soudal Quick-Step                    | + 2 h 35 min 56 s                    |
| 9e                                   | Alex Baudin                          | France                               | EF Education-EasyPost                | + 2 h 38 min 53 s                    |
| 10e                                  | Frank van den Broek                  | Pays-Bas                             | Picnic-PostNL                        | + 2 h 40 min 51 s                    |
| modifier                             |                                      |                                      |                                      |                                      |

| Classement par équipes | Classement par équipes     | Classement par équipes | Classement par équipes |
|                        | Équipe                     | Pays                   | Temps                  |
| ---------------------- | -------------------------- | ---------------------- | ---------------------- |
| 1re                    | Visma-Lease a Bike         | Pays-Bas               | en 210 h 5 min 23 s    |
| 2e                     | UAE Emirates XRG           | Émirats arabes unis    | + 24 min 26 s          |
| 3e                     | Red Bull-Bora-Hansgrohe    | Allemagne              | + 1 h 18 min 56 s      |
| 4e                     | Arkéa-B&B Hotels           | France                 | + 2 h 8 min 11 s       |
| 5e                     | Decathlon-AG2R La Mondiale | France                 | + 2 h 8 min 15 s       |
| 6e                     | Movistar                   | Espagne                | + 3 h 2 min 12 s       |
| 7e                     | Ineos Grenadiers           | Royaume-Uni            | + 3 h 16 min 52 s      |
| 8e                     | XDS Astana                 | Kazakhstan             | + 3 h 23 min 59 s      |
| 9e                     | Picnic-PostNL              | Pays-Bas               | + 3 h 26 min 16 s      |
| 10e                    | EF Education-EasyPost      | États-Unis             | + 3 h 43 min 35 s      |
| modifier               |                            |                        |                        |

## Abandon(s)
Aucun coureur n'a abandonné au cours de l'étape.